# Stephanie Horner
Stephanie Horner (Bathurst, 19 marzo 1989) è una nuotatrice canadese, specialista in stile libero e farfalla.
Dopo aver vinto quattro medaglie ai XV Giochi panamericani svoltosi a Rio de Janeiro nel 2007 ha gareggiato per il suo paese nativo ai Giochi olimplici di Pechino 2012. Stephanie ha inoltre partecipato ai Canadian Worlds Team del 2011 qualificandosi per la gara dei 400 metri misti alla 14ª edizione dei FINA World Championships a Shanghai.

## Palmarès
- Giochi panamericani

Rio de Janeiro 2007: argento nei 200m sl, nella 4x200m sl e nella 4x100m misti e bronzo nei 200m misti.